# North Ayrshire
North Ayrshire (gael. Sìorrachd Inbhir Air a Tuath) – jednostka administracyjna (council area) w południowo-zachodniej Szkocji, w północnej części historycznego hrabstwa Ayrshire. Położona jest nad zatoką Firth of Clyde, a blisko połowę jej terytorium stanowią wyspy – Arran, Great Cumbrae i Little Cumbrae. Zajmuje powierzchnię 885 km², a zamieszkana jest przez 138 090 osób. Ośrodkiem administracyjnym jest Irvine.